# Julián Gómez del Castillo Domínguez
Julián Gómez del Castillo Domínguez (10 de octubre de 1924, Santander, España - 29 de octubre de 2006, Madrid,España) fue un obrero católico, pobre, activista social, luchador por la clase trabajadora y editor en la Segunda República española, la cual estuvo llena de obreros y ciudadanos empobrecidos y con hambre. Participó en la Hermandad Obrera de Acción Católica (HOAC), fundó el Movimiento Cultural Cristiano (MCC), la editorial ZYX y el Partido Solidaridad y Autogestión Internacionalista (SAIn)promoviendo la Solidaridad desde el amor a Cristo.

## Primeros años
Su padre fue un obrero tipógrafo, Francisco Gómez del Castillo y Dolores Domínguez, quienes luchaban por una Justicia laboral, dentro del PSOE, al igual que su abuelo por lo que de niño le tocó escuchar su participación en la organización del movimiento sindical, por lo que ayudaban a recaudar fondos para financiarse su lucha por sus derechos y sostener algunas huelgas, que siendo secretario general de la UGT de Granada, fue encarcelado en 1934 tras una huelga general revolucionaria, Poco después sale bajo libertad condicionada en agosto de 1935 para atender a su esposa enferma, pero pocos días después enferma y muere, cuando Julián tenía 10 años de edad y, queda huérfano, por lo que pronto, tiene que trabajar para ayudar a su madre junto con sus hermanos, a mantener el hogar. 
En 1936, estalla la Guerra Civil Española por lo que su familia se desplaza a Felguera, Asturias. Ella luchó por que no les faltara pan a sus hijos, aunque a ella le faltó muchas veces. 
Julián no tuvo educación escolar formal. De su padre aprendió la solidaridad de la lucha obrera. De su familia aprendió la generosidad para los compañeros de su padre, aunque no siempre. De su madre incorporó el espíritu de lucha por el ideal familiar y un esfuerzo sin límite, lo que se tradujo en una formación en integral en la solidaridad. De ahí en adelante actuó en favor de una cultura de la solidaridad a través de la promoción y formación sólida de una identidad personal y colectiva. Así acuñó la frase: “Dios es Solidaridad”, el cual fue un grito que lanzó a la sociedad española para transformarla en más humana. “Dar amor y entregar a fondo perdido, es lo único que no puede generar este sistema cada vez más totalitario”.

## Conversión
Julián fue atraído al catolicismo por un sacerdote con una posición y actitud ideológicas partidarias del movimiento Falange Española. Así llegó a la Iglesia, que además de reconocer que fue por la gracia de Dios. A partir de su bautizo, su vida cobra pleno sentido. Gómez del Castillo fue bautizado a los 19 años el 16 de abril de 1944, ingresando a la participación organizada de la Juventud Católica. Hizo su primera comunión un 16 de abril, ya que para Julián, esa fecha era un día importante pues esa fecha era del Día Internacional contra la Esclavitud Infantil,para la cual Julián aportó múltiples esfuerzos durante su vida. Desde entonces nació en él, un amor extraordinario por la Iglesia, el cual después lo transmitió a sus contemporáneos. Al respecto mencionaba:
"En la Iglesia siempre la santidad la pone Dios, mientras que las personas aportamos mediocridad y pecado… por eso caben en ella personas como yo".
Así va descubriendo que uno de los trasfondos del mensaje del Amor cristiano es la gratuidad y el otro era la libertad. Al respecto posteriormente Julián mencionaría una respuesta diferente al de la cita bíblica cuando le preguntan a Cristo:
"¿Y ustedes quién dicen que soy yo?" El español responde: "Sin duda ninguna, el Gran Libertador. Libertador de todas las alienaciones del corazón humano, tanto de las propias de la naturaleza humana como de las que la sociedad le va imponiendo a nuestro corazón". 
Julián conoce en la militancia cristiana a una joven obrera de nombre Trinidad Segurado, con quien se casa y forma una familia, de la cual nacieron cuatro hijos. Envuelto en ese ambiente, es invitado y asiste a una primera reunión de la Hermandad Obrera de Acción Católica (HOAC) como el participante más joven y allí definiría los tres ejes que regirían de ahí en adelante su vida: El Amor y fidelidad a Cristo, su Iglesia y los pobres. 
Fueron el tripié que se sostuvo se manifestó a través de toda su vida de hombre creyente, con una donación siempre presente y hasta el fondo, sin considerar nunca con tuviera para sí, ningún tipo de derecho.

## Activismo social
En esos años y ahí conoce a quien sería un amigo incondicional y guía, Guillermo Rovirosa, (hoy en proceso de beatificación) quien fuera el hombre que lo inspiró en su vida como activista social. Desde ahí lanza el periódico obrero “¡Tú!”, el cual el gobierno de Franco, lo clausuró casi de inmediato. La respuesta fue, editar hojas informativas, bufetes laborales, penetración vertical en el sindicato, mientras el PSOE, vacacionaba en el exilio abandonando a los militantes en España. El franquismo los persiguió con todo tipo de crueldad, cárcel y múltiples controles.
Junto con él, otros militantes provenientes de corrientes socialista, anarcosindicalista y el marxista, dieron solidez a la organización y le dieron esperanza a la clase obrera que había sido y a su vez, se sentía hundida y humillada. Fueron muchas las personas que se plantearon volver a la Iglesia en un proceso de conversión, a partir de ahí se inicia un incansable trabajo apostólico.
Julián es quién a través de su quehacer, logró trasmitir el espíritu y mística de Guillermo Rovirosa, a los obreros españoles, y desde que lo conoció y hasta su fallecimiento, le fue fiel viviendo, encarnando y testimoniando su espiritualidad. Su liderazgo se caracterizó por no aceptar sólo como instrumentos la democracia cristiana ni la social democracia, sino trabajar uno a uno y hombro con hombre con cada uno de sus congéneres. Promovió y defendió el compromiso sindical, la solidaridad, la autogestión, la prioridad de la dignidad humana, haciéndole frente a los manejos de la politiquería, tanto de derecha como de izquierda.
En 1963 fundó la editorial ZYX, la cual denominó así, por ser las tres últimas letras del alfabeto español, como una declaración pública, del compromiso con los últimos, con las personas más necesitadas. Junto con Rovirosa y un pequeño grupo de militantes, se convierte en el impulsor de la editorial más importante de la oposición franquista y el primer editor de la lucha social de la España contemporánea.
A comienzo de los años 80, lanza el Movimiento Cultural Cristiano (MCC), al que se dedicará incansablemente hasta sus últimos días. Sus columnas base, fueron como en sus anteriores agrupaciones, la fidelidad a Cristo, la Iglesia Católica y los pobres, en un proceso permanente de donación y conversión cristiana. Con el Movimiento, nace la edición de la “Voz de los sin Voz”, como un instrumento ante la falta de libertad de expresión de los obreros y el manejo y manipulación de la conciencia. La edición de la “Voz de los sin Voz” pretende aportar al desarrollo de personas más libres y más solidarias.
El sistema capitalista que condiciona y raciona el acceso de millones de personas al alimento, a una cultura saludable y a un trabajo digno, se convierte en su meta del cambio, para avanzar por un desarrollo y una mejor cultura de los trabajadores. Así, Gómez del Castillo, se convierte en un ícono cultural por ser la persona que más ediciones sin afán de lucro, ha editado y difundido en la España contemporánea por la aportación a una cultura solidaria.
Trabajó día tras día sin descansar, todo para el Reino de Dios, lo cual le permitía una energía extraordinaria, que por varios llegaba a aparecer como sobrehumana. Poco a poco le fue quedando claro que el camino y destino tenía que ser la santidad, y por ello y para ello confiaba ciegamente en Jesucristo; Nadie nunca le conoció el temor a nada humano y eso los animaba a luchar por un bien común superior.
Fue acosado y hostigado de múltiples formas, incluyendo la de acallar y torcer elementos para que su tarea fuera malinterpretada; aun así, Julián lo tenía claro e incorporado a su vida y, adicionalmente, eso lo asumía con antelación porque él así conoció el amor, en medio de diversas adversidades y aun así declaró: “Siempre estaré donde los pobres dirijan su vida, en lo individual o en lo colectivo”.

Su espiritualidad avanzó, y su movimiento, fue creciendo y traspasando fronteras, hasta llegar a Latinoamérica, y ser bandera de la solidaridad apostólica de los obreros alentando la vida solidaria, desde cursillos sociales, políticos y apostólicos enfocados a aumentar el amor cristiano en toda su dimensión: conversión de almas y revolución de conciencias. “Su pandilla de amigos” del MCC, declaraba:
“Uno de los regalos más preciosos que hemos recibido en la vida, ha sido estar al lado de Julián, a través de nuestro compromiso apostólico, en la misión del Movimiento Cultural Cristiano”.
“Cientos de personas hemos sido amados por él, como si fuéramos sus hijos. Damos gracias a Dios por habernos encontrado con la vida de Julián y Trini, a los que queremos con toda nuestra alma”. “Los que queremos seguir el camino de espiritualidad de Rovirosa, tenemos en Julián como el gran y fiel testigo. Es nuestro hermano mayor en Cristo.”

## Últimos años
De esa manera ya en el siglo XXI, se convierte en cofundador con otros militantes del partido Solidaridad y Autogestión Internacionalista (SAIn), el cual se convierte en una plataforma de inspiración cristiana para servir a los empobrecidos de la tierra, para lo cual Julián declaraba “Asociación o muerte”, y “Asociación apostólica militante y desde los pobres.”
El 29 de octubre de 2006, murió un luchador por los obreros, los pobres, enamorado del Amor a Cristo, la Iglesia y los pobres de la Tierra. Su semilla sigue dando fruto. Al igual que Guillermo, Julián vive en centenares de corazones. Hoy, ya muchos niños, hijos de militantes cristianos llevan su nombre en recuerdo suyo.